# Doeringiella crassipes
Doeringiella crassipes är en biart som beskrevs av Roig-alsina 1989. Doeringiella crassipes ingår i släktet Doeringiella och familjen långtungebin. Inga underarter finns listade i Catalogue of Life.